# Sun (achternaam)
Sun 孙 (uitgesproken als [sun], niet [soen]) is een veelvoorkomende Chinese achternaam en staat op de derde plaats van de Baijiaxing. 
In het Hongkongse HK-romanisatie wordt "Sun" als de Chinese achternaam xīn 辛 gezien. Sun 孙 wordt in HK-romanisatie getranscribeerd in "Suen".
- Japans: そん (son)
- Koreaans: 손/Son
- Vietnamees: Tôn

## Bekende personen met de naam Sun of Suen 孙
- Sunzi
- Sun Simiao
- Sun Yat-sen
- Sun Wukong
- Sun Li-jen
- Sun Jihai
- Sun Xiang
- Sun Ji
- Sun Nan
- Stefanie Sun
- Sun Zhou